# ریتا کونیگ
ریتا کونیگ (آلمانی: Rita König؛ زادهٔ ۱۲ مارس ۱۹۷۷) شمشیرباز زن اهل آلمان است.
وی در مسابقات کشوری و بین‌المللی در مجموع برندهٔ ۱ مدال نقره، ۱ مدال برنز شده‌است.